# Walt Disney Studios Park
Walt Disney Studios Park (o Parc Walt Disney Studios, en francés) es el segundo de los dos parques temáticos que integran Disneyland París en Francia, abierto el 16 de marzo de 2002. Está dedicado a la industria del entretenimiento y tematizado con base en las producciones cinematográficas y el detrás de cámaras. En 2017, el parque recibió a aproximadamente 5,2 millones de visitantes, haciéndolo el tercer parque más visitado de Europa y el 22° más visitado del mundo aunque, por otra parte, sea también el parque que recibe la menor cantidad de visitantes de los doce que integran Walt Disney Parks, Experiences and Products. Posee un parque hermano, el Disney's Hollywood Studios ubicado en Walt Disney World en Florida. También comparte temática y algunas atracciones con las áreas Buena Vista Street, Hollywood Land y Cars Land ubicadas en Disney California Adventure Park, del Disneyland Resort en Anaheim, California.

## Historia
Originalmente, los planes para construir un segundo parque temático en Disneyland París tuvieron su origen en 1992, al momento de la apertura del complejo. La idea original, denominada Disney-MGM Studios Europe o Disney-MGM Studios París, ya estaba centrada en un parque con temática relativa a la industria del entretenimiento a abrirse, tentativamente, en 1996. Sin embargo, la crisis financiera que se cernía sobre el complejo en aquel entonces obligó a cancelar los planes.
Hacia principios del siglo XXI, con los primeros años de ganancia económica en el complejo, la conducción de Michael Eisner reflotó la iniciativa aunque en una escala mucho menor. Finalmente, el 16 de marzo de 2002, Walt Disney Studios fue abierto y el complejo renombrado Disneyland Resort París.
Cabe destacar que la conducción de Eisner al frente de The Walt Disney Company y específicamente en Walt Disney Parks and Resorts, fue fuertemente criticada debido a su inclinación a abrir parques y atracciones de acotado presupuesto y discutida calidad en comparación a proyectos anteriores. Walt Disney Studios Park no estuvo exento de estas críticas, sino que fue fuertemente cuestionado debido a su pequeño tamaño y a la baja cantidad de atracciones con las que abrió (tan solo 10).
Tanto en sus orígenes como en la actualidad, Walt Disney Studios es el parque más pequeño de los doce que integran la franquicia en todo el mundo y el que menor cantidad de visitantes recibe. Al momento de su apertura, gran parte de las atracciones eran copias de otras halladas en otros complejos (principalmente Disney's Hollywood Studios de Walt Disney World), con honrosas excepciones, destacándose el espectáculo Moteurs... Action! Stunt Show Spectacular, que fue replicado en Florida debido a su éxito.

### Crecimiento
Al momento de su apertura, el parque contaba con cuatro "studio lots": Front Lot, Production Courtyard, Animation Courtyard y Backlot. En junio de 2007, Animation Courtyard fue renombrado Toon Studio y profundizada su tematización, representando la zona de producción de caricaturas dentro del estudio de cine, donde se generan los clásicos animados como La Sirenita, 101 Dálmatas, El Libro de la Selva, etc. junto con otros de Pixar como Toy Story o Cars. El concepto de esta área fue creado exclusivamente para Walt Disney Studios Park y fueron añadidas inicialmente dos atracciones originales y no vistas en otros parques de la franquicia, junto con algunos locales de merchandising y múltiples áreas de meet-and-greet con los personajes. Las atracciones añadidas fueron Crush's Coaster, una montaña rusa giratoria SC 2000 diseñada a medida y fabricada por Maurer Söhne, y Cars Quatre Roues Rallye, basada en Cars.
El 22 de diciembre de 2007, se celebró la apertura de The Twilight Zone: Tower of Terror, junto con Hollywood Boulevard, una nueva área temática dentro de Production Courtyard. Más tarde, Stitch Live!, basada en la original de Hong Kong Disneyland, reemplazaría a Disney Channel Studio Tour.
En 2009, se añadió Playhouse Disney Live On Stage!, un show para niños presentado en francés, inglés y español. En paralelo comenzó a añadirse una más amplia oferta de espectáculos, algo de lo que el parque carecía, con Mickey's Magical Party, Disney's Cinema Parade o Disney's Stars 'n' Cars.
En agosto de 2010, se abrió la nueva área Toy Story Playland dentro de Toon Studio, en paralelo al estreno mundial del film de Disney-Pixar Toy Story 3. Esta zona adquirió la temática de la película buscando "encoger" al visitante al tamaño de un juguete y comprendiendo tres atracciones nuevas: la montaña rusa pendular RC Racer y las mecánicas Toy Soldiers Parachute Drop y Slinky Dog Zigzag Spin.
En julio de 2014 se construyó una nueva área dentro de Toon Studio basada en la película de Disney-Pixar Ratatouille denominada La Place de Rémy. Aquí se incluyeron un nuevo restaurante temático y una nueva atracción original: Ratatouille: L'Aventure Totalement Toquée de Rémy.
Está previsto que a partir de 2021 se añadan dos áreas nuevas llamadas Kingdom of Arendelle (basada en el éxito Frozen) y Galaxy's Edge (basada en la saga Star Wars similar a las existentes en Disneyland y Walt Disney World). Este proyecto incluye también una remodelación del área conocida como Backlot para transformarla en el área Avengers Campus inspirada por el Universo Cinematográfico de Marvel. El proyecto incluye además la creación de un lago artificial (similar al de Disney California Adventure y al de EPCOT) y la adición de una nueva atracción al Toy Story Playland (probablemente Alien Swirling Saucers). La inversión económica para llevar a cabo este proyecto es de 2.000.000.000€.

## Áreas temáticas
Walt Disney Studios está dividido en cuatro áreas temáticas, las cuales representan diversos aspectos de la producción cinematográfica presentes en un estudio de Hollywood.

### Front Lot
Funciona como entrada principal del parque y es la ubicación de gran parte de las tiendas y locales gastronómicos, así como de diversos servicios al visitante. 
El patio de entrada, denominado La Place des Frères Lumière, está diseñado en estilo colonial español, muy común en el Hollywood de los años 1930. Está, también, en líneas generales inspirado en los estudios Disney originales de Hyperion Avenue. El hito principal del sector, es una gran fuente basada en Fantasía. El nombre del patio es en tributo a los inventores franceses del cine.
Front Lot es sede del Disney Studio 1, un paseo cubierto con tiendas y restaurantes tematizados como un plató con una recreación de una calle hollywoodiense. El exterior de Disney Studio 1, se basa, tímidamente, en el primer edificio de filmación propiedad de Walt Disney.

#### Atracciones
- Disney Studio 1

#### Restaurantes
- Restaurant en Coulisse (comida rápida)

#### Tiendas
- Les Légendes d'Hollywood
- Stroller and Wheelchair Rentals
- Studio Photo
- Walt Disney Studios Store

### Toon Studio
Toon Studio se basa en los personajes clásicos de los films animados de Disney y Pixar. Esta área tiene atracciones tematizadas de Buscando a Nemo, Aladín, Cars, Toy Story, Ratatouille. También aparecen personajes históricos de cortometrajes y largometrajes animados de Disney.
Cuando el parque abrió en el año 2002, el área era conocida como Animation Courtyard, lo que cambió hacia 2007, cuando durante el quinto aniversario del parque se añadieron atracciones como Crush's Coaster y Cars Quatre Roues Rallye. En 2009 se añadió una subárea temática denominada Toy Story Playland, basada en Toy Story y con tres nuevas atracciones. Finalmente, en julio de 2014, se abrió Ratatouille: The Adventure, atracción dedicada a la película homónima.  

#### Atracciones

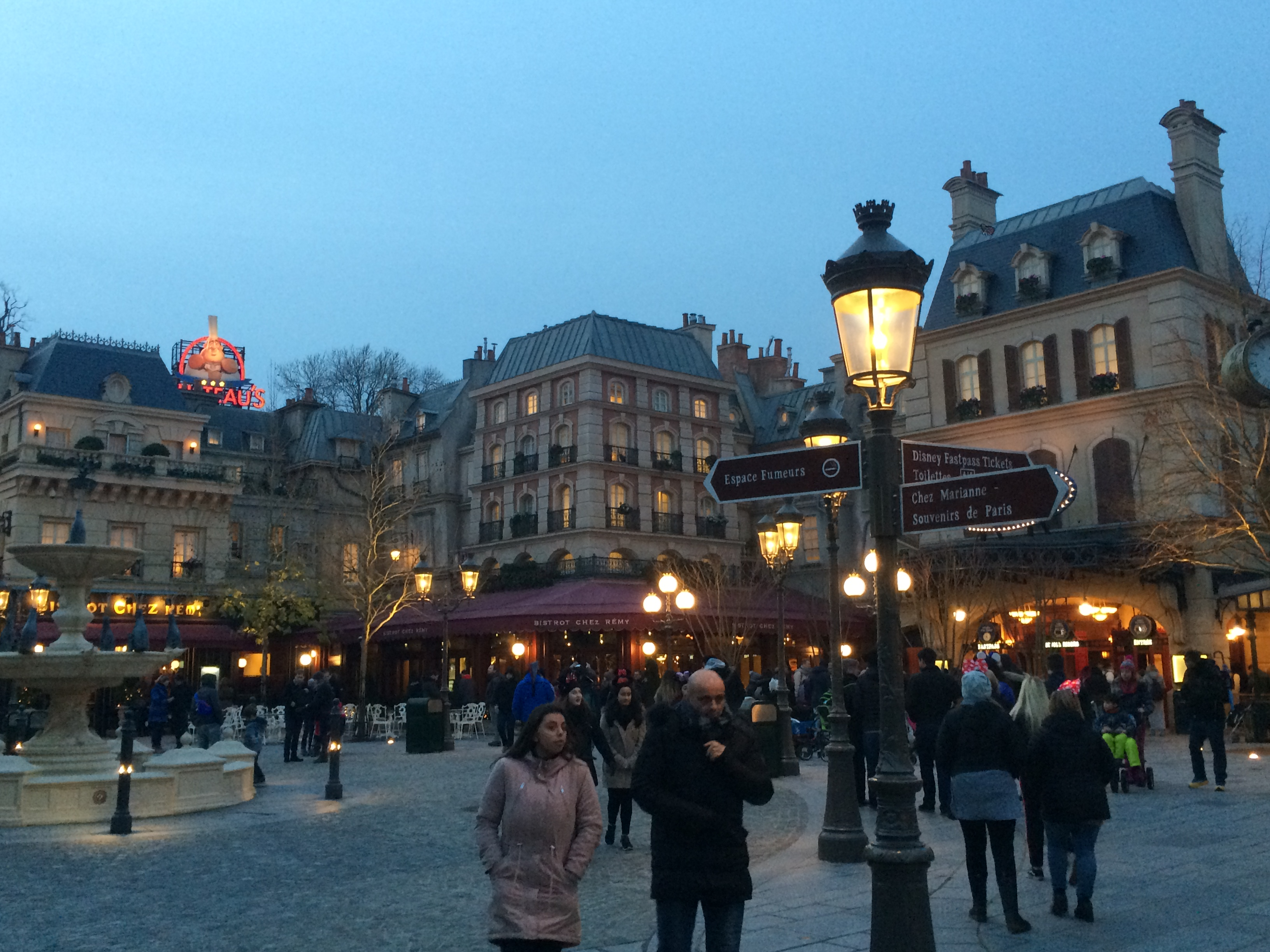
Ratatouille: The Adventure

- Cars Quatre Roues Rallye es una atracción del tipo demolition derby provista por la empresa Zamperla, donde los visitantes circulan por una estación de servicio de Radiator Springs, el pueblo de la película Cars. Sus vehículos están ubicados sobre cuatro platos giratorios y cambian de uno al otro. Se trata de una atracción única de Walt Disney Studios Park.
- Crush's Coaster es una montaña rusa giratoria, en la cual los visitantes acceden a un escenario envolvente tematizado como la zona costera de Sídney en Buscando a Nemo. Allí, la tortuga Crush los invita a montarse en caparazones de tortugas marinas y viajar por escenas de la película. Se trata de una atracción única de Walt Disney Studios Park.
- Les Tapis Volants - Flying Carpets Over Agrabah es una atracción giratoria similar al histórico Dumbo the Flying Elephant, donde los visitantes se sientan en alfombras voladoras. La atracción se ubica frente a un gran fondo con estilo de set cinematográfico de Agrabah. La atracción es originaria de Magic Kingdom.
- Ratatouille: The Adventure es una atracción en interiores basada en el movimiento, inspirada en la película de 2007 de Disney-Pixar Ratatouille. La atracción abrió como parte de una nueva área del lot basada en París, en conjunto con un nuevo restaurante con temática similar.
- RC Racer es una montaña rusa tipo lanzadera tematizada con base en el coche de juguete de Toy Story, donde el visitante sube a un vehículo que recorre una pista semicircular naranja. Existen versiones idénticas en Hong Kong Disneyland y Shanghai Disneyland.
- Slinky Dog Zigzag Spin es una atracción estilo oruga donde el visitante se sienta en dentro de un gran mecanismo que recrea al perro Slinky de las películas de Toy Story. Existen versiones idénticas en Hong Kong Disneyland y Shanghai Disneyland.
- Toy Soldiers Parachute Drop es una atracción sobre salto en paracaídas basado en los personajes de los soldados de juguete de las películas de Toy Story. Existe otra versión idéntica en Hong Kong Disneyland.

#### Restaurantes
- Bistrot Chez Rémy (cocina francesa tradicional)

#### Tiendas
- Chez Marianne (Souvenirs de Paris)
- The Disney Animation Gallery
- Toy Story Playland Boutique

### Production Courtyard
La temática de esta área se basa en el aspecto de la producción de las películas de Hollywood, incluyendo a los mitos hollywoodienses como grandes actores y películas. Contiene dos partes distinguibles: Hollywood Boulevard, tematizado como una calle hollywoodiense, contiene las atracciones The Twilight Zone – Tower of Terror: Una Dimensión aún más escalofriante y Studio Tram Tour: Behind the Magic; y Place des Stars, ambientada como un centro de instalaciones para la producción de películas.

#### Atracciones
- The Twilight Zone: Tower of Terror es una gran atracción de caída libre, donde el visitante ingresa al hotel ficticio The Hollywood Tower Hotel, y sigue la historia inspirada en la serie televisiva The Twilight Zone. El final del paseo incluye una caída vertical de casi de 60 metros. Es una atracción originada en Disney's Hollywood Studios.
- Studio Tram Tour: Behind the Magic lleva a los visitantes a través de antiguos sets de películas y utilería expuesta. Lo más destacado del paseo incluye la parada en el set de Catastrophe Canyon. Esta atracción es una adaptación de las originales Studio Backlot Tour de Disney's Hollywood Studios y de los estudios Walt Disney Studios.

#### Restaurantes
- Restaurant des Stars (cocina internacional)

#### Tiendas
- Tower Hotel Gifts

### Backlot
Backlot está basado en los backlots de estudio reales, y posee una temática industrial y sencilla. Este lot muestra los grandes desafíos de la producción de películas y se enfoca en los adolescentes y adultos con tres atracciones de gran intensidad. También exhibe bandas sonoras de películas muy taquilleras como Misión: Imposible II, El planeta de los simios, Batman, o Independence Day.

#### Restaurantes
- Disney Blockbuster Café (comida rápida)

#### Tiendas
- Rock Around the Shop

## Evolución de la asistencia
| 2005      | 2008      | 2009      | 2010      | 2011      | 2012      | 2013      | 2014      | 2015      | 2016      | 2017      | 2018      | Clasificación mundial |
| --------- | --------- | --------- | --------- | --------- | --------- | --------- | --------- | --------- | --------- | --------- | --------- | --------------------- |
| 2 100 000 | 2 612 000 | 2 655 000 | 4 500 000 | 4 710 000 | 4 800 000 | 4 470 000 | 4 260 000 | 4 440 000 | 4 970 000 | 5 200 000 | 5 298 000 | 23                    |